# دو هفته کارگردانان
دو هفته کارگردانان (به فرانسوی: Quinzaine des Réalisateurs)، به صورت مستقل و به موازات جشنواره کن برگزار می‌شود. این بخش از جشنواره از سال ۱۹۶۹ و توسط انجمن کارگردانان فرانسه پس از اتفاقات ماه می سال ۱۹۶۸ که به لغو جشنواره کن منتهی شد، شروع به کار کرد.